# 최눌
최눌(最訥, 1717년 ~ 1790년)은 조선의 승려이다. 자는 이식(耳食), 호는 묵암(默菴), 본관은 밀양이다. 성은 박씨이며 최눌은 이름이다.

## 생애
14세 때 낙안 징광사의 돈정에게서 불도를 배우고는 승려가 되었다. 18세 때 만리 대사에게 3족계를 받았으며 그 후 풍암·호암·새봉 등에게 불법을 배우고 진명 대사의 법을 이어받았다. 《제경문답 반착회요》 등을 비롯한 많은 저술을 하여 당시의 불교계에서 큰 활약을 하였다. 1770년 해남 표충사 원장이 되었고, 송광사에 비가 있다. 저서로 《내외잡저》 10권과 《심성론》 3권, 《문집》 3권 등이 있다.